# Mémoires de deux jeunes mariées
Mémoires de deux jeunes mariées (em português, Memórias de duas jovens esposas) é um romance de Honoré de Balzac publicado em 1841 em forma de romance-folhetim no jornal La Presse em duas partes sob dois títulos diferentes: Mémoires d'une jeune femme (Memórias de uma jovem mulher, sem dúvida escrita em 1834) e Soeur Marie des Anges (Irmã Maria dos Anjos). Foi publicado por Furne em 1842 nas Cenas da vida privada e dedicado a George Sand, cuja força de caráter certamente inspirou o autor da Comédia Humana.
Este romance permanece, porém, à margem dos que constituem a Comédia Humana, na medida em que é o único romance epistolar de Balzac. Sténie, seu primeiro romance, permaneceu inacabado. Quanto a O lírio do vale, trata-se essencialmente de um relato em primeira pessoa disfarçado sob a forma de carta, para Balzac o "único sistema capaz de tornar verossímil uma história fictícia" (prefácio a O lírio do vale).
O título definitivo não dá a medida exata do poder e, às vezes, da violência deste romance não totalmente equilibrado. A primeira parte apresenta uma personagem feminina totalmente contemporânea a nossa época: capaz de lutar contra os seus para escapar às leis da família, capaz de paixões extremas, capaz de tudo para viver de acordo com suas concepções. Ela faz parte destes meteoros humanos que atravessam a Comédia com esplendor.
A segunda parte, mais "suave" (Balzac adorava introduzir personagens amáveis, como escreveu George Sand em 1856), propõe o retrato de uma jovem resignada aos desejos da família e da sociedade. Casada racionalmente, ela segue um caminho sem atritos e faz a felicidade dos seus. Não se chega a saber se esta é um exemplo para as leitoras. Mas pode ser que Balzac preferisse a mulher de personalidade.
Ao optar por escrever um romance epistolar, Balzac pode ter sido influenciado por dois modelos famosos na época: a Nova Heloísa de Rousseau e Clarissa Harlowe de Samuel Richardson. As duas "partes" referidas se mesclam no desenrolar da obra à medida que as duas personagens contrastantes trocam correspondências.

## Enredo
A história diz respeito a duas jovens mulheres francesas, Louise de Chaulieu (Luíza na edição brasileira organizada por Paulo Rónai) e Renée de Maucombe (Renata), que se tornam amigas íntimas durante seu noviciado no convento carmelita de Blois. Quando saem do convento, porém, suas vidas seguem dois rumos bem diferentes. Luíza escolhe uma vida de romance, enquanto Renata adota uma abordagem muito mais pragmática. Mas a amizade é preservada através de sua correspondência, que continua por uma dúzia de anos, de 1823 a 1835. "Nossos dois espíritos têm algo de tão fraternal que julgo serem duas edições da mesma obra."
Espera-se que Luíza se sacrifique por seus dois irmãos e vire freira, mas a jovem moça não quer se submeter a tal destino. Sua avó agonizante intercede em seu favor e lega à neta a sua fortuna, resgatando-a assim da vida claustral de uma freira carmelita e deixando-a financeiramente independente. Livre para ajudar seus irmãos financeiramente sem ter que sacrificar suas próprias ambições, Luíza se instala em Paris e se lança em uma vida de óperas italianas, bailes de máscara e intrigas românticas. Ela se apaixona por um  espanhol feio, mas nobre, Felipe Hénarez, Barão de Macumer. Banido da Espanha, ele vive incógnito em Paris, onde é forçado a se sustentar dando aulas de espanhol. "O exilado [...] é como a grade, bem magro! É pálido, sofreu, é taciturno. Aos trinta e sete anos, parece ter cinquenta." Luíza é uma de suas alunas. Quando ele recupera sua fortuna e posição nobre, corteja Luíza com um fervor romântico até que enfim a conquista. O casal contrai núpcias em março de 1825. Eles vivem uma vida de felicidade despreocupada, mas os ciúmes de Luíza o amarguram e levam ao seu colapso físico. "Matei-o com minhas exigências, com minhas ciumeiras inoportunas, com minhas cruéis pirraças."Ele morre em 1829, deixando uma viúva de luto aos 24 anos.
A atitude de Renata de Maucombe em relação ao amor e à vida contrasta fortemente com a de Luíza. Ao deixar o convento de Blois, Renata muda-se para a Provença, onde se casa com um homem mais velho, Louis (Luiz) de L'Estorade, com pouca saúde e prestígio, que ela mal ama. "A mim mesma jurei consolar esse rapaz sem mocidade, que saiu do regaço materno para a guerra, e das alegrias de seu bastião para os gelos e os trabalhos da Sibéria."Ela dá à luz três filhos e, ao longo dos dez anos seguintes, se dedica de corpo e alma à felicidade de sua família. Aos poucos, passa a amar seu marido à sua própria maneira e, com seu incentivo, este segue uma carreira na política local, que culmina em sua nomeação como par de França e Grande Oficial da Legião de Honra. Durante esse período, Renata é bastante contundente em suas críticas a Luíza, que ela vê como uma coquete egoísta preocupada apenas em satisfazer seus desejos. A verdadeira felicidade para uma mulher está na maternidade e devoção à sua família, segundo Renata.
Enquanto isso, quatro anos após a morte de Felipe, Luíza se apaixona novamente. Desta vez, o objeto de seu amor é um pobre poeta e dramaturgo, Marie Gaston (Maria-Gastão), vários anos mais jovem do que ela. "Faz vinte e dois meses que ele me corteja; eu tenho vinte e sete anos e ele vinte e três. Entre mulher e homem, é enorme essa diferença de idade. Outra fonte de desgraça!" Luíza vende sua propriedade parisiense, muda-se para um chalé em Ville d'Avray (uma pequena aldeia perto de Paris) e vive uma vida de reclusão com seu novo marido. Mas Renata não se deixa enganar por essa simulação. "Depois de teres matado um, vivendo na sociedade, queres te isolar para devorar outro?" Luíza, ela adverte, ainda está vivendo uma vida dedicada ao egoísmo e satisfação dos próprios desejos, enquanto a verdadeira felicidade reside no sacrifício ao marido e filhos. Luíza permanece sem filhos.
Depois de alguns anos de aparente felicidade, Luíza detecta uma mudança em seu marido. Ele passa a se preocupar com o sucesso financeiro de suas peças, e uma grande soma de dinheiro desaparece. Suspeitando de que ele tenha uma amante cara, Luíza faz investigações e chega à conclusão chocante de que ele tem outra família em Paris: uma inglesa conhecida como senhora Gastão, e dois filhos, parecidíssimos com Maria-Gastão. Luísa confessa seus sentimentos de desespero para Renata e anuncia sua determinação de se suicidar, para não se submeter a tal destino. O marido de Renata investiga e descobre a verdade: a senhora Gastão é a viúva do irmão de Maria-Gastão. A morte de seu marido a deixou financeiramente desamparada, e Maria-Gastão resolveu ajudar a ela e seus dois sobrinhos, mas tem vergonha de pedir dinheiro à sua esposa. Renata escreve a Luíza para informá-la da verdade e corre até o chalé, mas tarde demais. Luíza contraiu a tísica por se expor ao orvalho à noite e morre poucos dias depois.